# Kilkenny (пиво)
Kilkénny — азотный сорт ирландского пива, эль, отличающийся насыщенным красным цветом. Изначально, в 1980-90-х годах, производился как более крепкий экспортный вариант продаваемого в Ирландии красного эля Smithwick’s, при этом название было изменено из-за проблем с произношением и неоднозначным переводом на некоторые языки оригинального наименования. Со временем обе марки стали независимыми друг от друга.
Вкусовое отличие заключается в более высоком у Kilkenny содержании алкоголя и более горьком вкусе. Также и пена больше напоминает пену пива Гиннесс. В состав пива входит вода, ячменный солод, жареный солод, хмель, дрожжи. Kilkenny продается не только в бочках (на розлив), но и в бутылках и банках, при этом в банки добавляется специальная капсула (англ. Floating widget), используемая в некоторых британских сортах пива для того, чтобы получалась пена такая же, как в свежеразлитом пиве.
В настоящий момент бренд «Kilkenny» принадлежит британской компании Diageo (которая также владеет брендом «Guinness»). В Россию данный сорт импортируется компанией Heineken и представлен банкой ёмкостью 0,44 л.

## История
Рецепт пива необычного красного цвета был разработан ещё в XIV веке францисканскими монахами в Ирландии. В 1710 году Джон Смитвик (англ. John Smithwick) организовал пивоварню на территории монастыря святого Франциска в городе Килкенни —  St. Francis Abbey Brewery. Впоследствии появилась ещё одна пивоварня, в городе Дандолк. Некоторая часть экспортного Килкенни варится в Дублине в пивоварне Сэнт Джеймс Гэйт (англ. St. James’s Gate), в месте изготовления пива Гиннесс.
Необычный красноватый цвет пива объясняется употреблением небольшого количества специально обработанного солода.

## Аналоги
- Бельгийское и Нюрнбергское Красное пиво[нем.].

## Фотогалерея

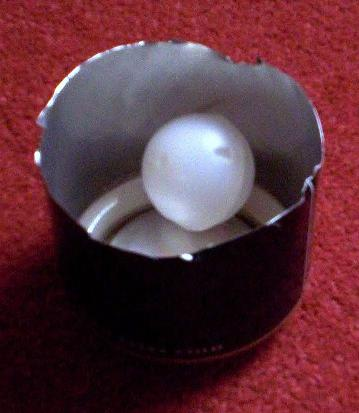
Floating widget
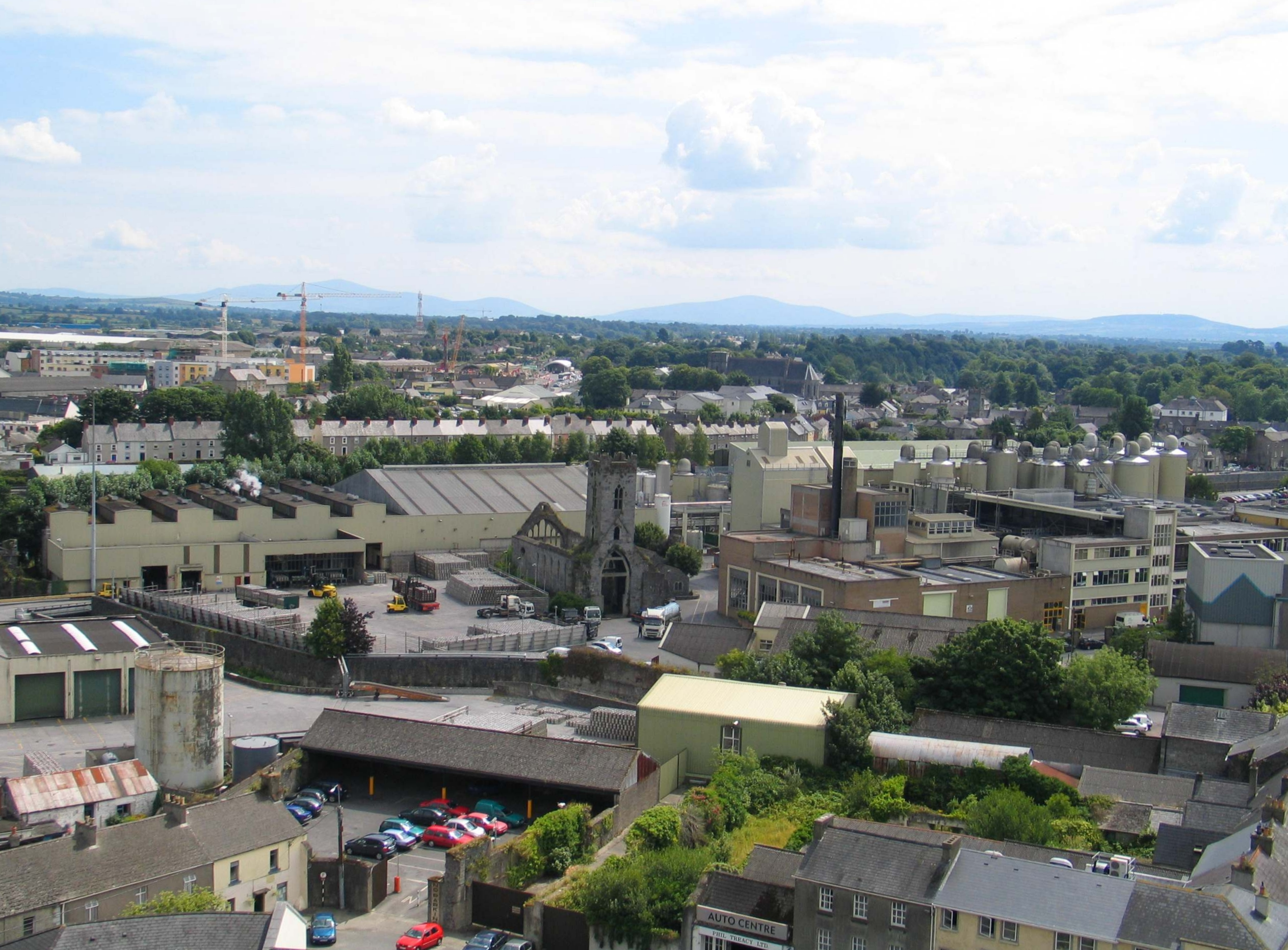
St. Francis Abbey Brewery